# Aquilegia karatavica
Aquilegia karatavica är en ranunkelväxtart som beskrevs av Mikeschin. Aquilegia karatavica ingår i släktet aklejor, och familjen ranunkelväxter. Inga underarter finns listade i Catalogue of Life.